# Ellie Goulding
Elena Jane Goulding (Herefordshire, Anglaterra, 30 de desembre de 1986), més coneguda com a Ellie Goulding, és una cantant, compositora i multi-instrumentista Britànica. Saltà a la fama després d'haver guanyat el Critics Choice Award als BRITS 2010 de la cadena BBC. Després d'haver signat amb Polydor Records el 2009, Ellie llançà el seu primer àlbum d'estudi, Lights, el 2010; on s'hi incloïa una cançó homònima que assolí el número 2 a la llista Billboard Hot 100.

## Discografia
Àlbums d'estudi
- 2010: Lights
- 2010: Bright Lights [Réédition]
- 2012: Halcyon
- 2013: Halcyon Days [Réédition]

EPs
- 2009: An Introduction to Ellie Goulding
- 2010: iTunes Festival : London 2010
- 2010: Run Into the Light
- 2011: Ellie Goulding : Live at Amoeba San Francisco
- 2012: iTunes Festival : London 2012
- 2013: iTunes Festival : London 2013
- 2013: iTunes Session

Senzills
- 2009: Under the Sheets
- 2010: Starry Eyed
- 2010: Guns and Horses
- 2010: The Writer
- 2010: Your Song
- 2011: Lights
- 2012: Anything Could Happen
- 2012: Figure 8
- 2013: Explosions
- 2013: Stay Awake
- 2013: I Need Your Love
- 2013: Burn
- 2013: How Long Will I Love You
- 2014: Goodness Gracious
- 2014: Beating Heart
- 2014: Outside (feat. Calvin Harris.)
- 2015: Love Me Like You Do
- 2016: Still Falling For You